# سفر آبا
سفر آبا (انگلیسی: ABBA Voyage) یک کنسرت اقامتی مجازی از ابرگروه سوئدی موسیقی پاپ آبا است که با استفاده از آواتار دیجیتال آنان (که بدان آباتار گفته می‌شود) اجرا شد و اعضای گروه را به‌همان شکلی که در سال ۱۹۷۹ بودند، نشان می‌دهد و آوازهای ضبط شده این گروه در یک استودیوی سوئدی که به‌طور خاص برای این کنسرت اجرا شده، همراه با یک گروه موسیقی زنده ۱۰ نفره بر روی صحنه ارائه می‌شود. کنسرت‌ها در «آبا آرنا» برگزار می‌شود که یک مکان اختصاصی در المپیک پارک لندن دارد.
آواتار دیجیتال هنرمندان آبا با همکاری یک تیم ۸۵۰ نفری از شرکت مشهور اینداستریال لایت اند مجیک و پس از هفته‌ها و ماه‌ها کار با اعضای گروه و ضبط حرکت و تکنیک‌های اجرای آنان صورت پذیرفت.
تا کنون ۲ میلیون نفر از این کنسرت اقامتی دیدن کرده‌اند. در شب افتتاحیه آن، کایلی مینوگ، کیرا نایتلی، کیت ماس، کارولا هگکویست و تمامی اعضای خانوادهٔ سلطنتی سوئد از جمله کارل گوستاف شانزدهم و سیلویای سوئد در مراسم حضور داشتند. مارک ساترلند نویسندهٔ ورایتی نوشت که جمعیت پس از پایان کنسرت ایستاده به تشویق هنرمندان آبا پرداختند. پس از اجرای ۹۰ دقیقه ای آواتارها، چهار عضو آبا جهت قدردانی از تماشاچیان روی صحنه حاضر شدند. این کنسرت از آن زمان با استقبال گسترده منتقدان مواجه شده است.